# Anne Marie Andersdatter
Anne Marie Andersdatter (født i 1768 i Bogense, død 1833 i Doctors Boder i Odense) var mor til eventyrdigteren H.C. Andersen.
Hendes barndom er kort beskrevet i hendes søns erindringer og har nok været inspiration til eventyret Den lille pige med svovlstikkerne.
Eventyret "Hun duede ikke" kan være inspireret af hans mors puklen som vaskekone.

## Barndom
Anne Maries mor var Anna Sørensdatter, der havde været i konflikt med loven indtil flere gange og havde siddet i Odense Tugthus.
Moderen fik tre børn med tre forskellige mænd uden for ægteskabet og et fjerde barn indenfor ægteskabet med skrædderen Jens Pedersen (et sted skrevet Jens Perssen).
Overfor Fattigkommissionen fortalte Anne Marie's mor i 1806 at Jens Pedersen (Perssen) var Anne Marie's far:
Een mand ved navn Jens Perssen som havde været skrædder Og Boede i Odense og med ham havde hun avlet 4re Børn, hvor af di Tvende i deres spæde alder ere Døde, Mens Dend Ene Anne Marie Leved og er gift Med Een skoemagersvend og Boer i Odense ved Navn Hans Andersen.
At Jens Pedersen skulle være far til alle fire børn er dog ikke givet, da de tre første var født udenfor ægteskabet og var grunden til at Anne Maries mor kom i tugthuset. Hvem der er Anne Maries far, ved man ikke.
Anne Marie har nok haft en hård opvækst. H.C. Andersen skriver om sin mors barndom i sine erindringer Mit Livs Eventyr:
— hun var som Lille jaget ud af sine Forældre for at betle, og da hun ikke kunde det, havde hun en heel Dag siddet og grædt under en Bro ved Odense Aa; min Barne-Tanke saae det saa tydeligt og jeg græd derover; …
En anden beretning om Anne Maries barndom fortalte H.C. Andersen til sin ven Nicolaj Bøgh i 1875.
I følge Bøgh skal Anne Marie have sagt til sin søn:
Jeg har aldrig kunnet bede Nogen om Noget. Da jeg sad der under Broen var jeg saa sulten; jeg dyppede da min Finger i Vandet og tog nogle Draaber paa Tungen, fordi jeg troede, det skulde hjælpe. Endelig faldt jeg i Søvn og sov til om Aftenen. Saa gik jeg hjem, og, da min Moder hørte, jeg Ingenting bragte med, skændte hun meget paa mig, og sagde, jeg var en dovn Tøs…
En biograf som Bjarne Nielsen Brovst har anført den nære sammenhæng mellem Anne Maries elendige barndom og eventyret Den lille pige med svovlstikkerne, hvor den lille barfodede pige en gruelig kold nytårsaften må sælge svovlstikker som ingen vil købe.

## Som tjenestepige
Anne Marie kom ud at tjene som otte-årig.
Hun kom til at tjene hos tre familier.
Først i 14 år hos kromanden Rasmus Ibsen og "Madamme Ibsen" i Vestergade i Odense.
I december 1798 blev hun gravid, sikkert som følge af en pottemagersvend
og granader ved navn Daniel Rosenvinge, der også fik to andre børn uden for ægteskab.
Under graviditeten flyttede Anne Marie hjem til sin mor og stedfar, Jens Rasmussen, i Hans Jensens Stræde, Hjørnehuset, det nu såkaldte H.C. Andersens Hus, hvor H.C. Andersens halvsøster, Karen Marie, blev født den 22. september 1799.
Omkring 1799 fik Anne Marie plads hos købmanden Anders Bircherod, Nørregade nr 420, mens hendes datter passedes af hendes mor og stedfar eller Jørgen Ramussens forældre, kalkslager Rasmus Iversen og kone.
Hun havde pladsen til omkring 1803. Derefter var hun hos vejmester H.C. Harbou v. Selchier i tre år.

## Hans Andersen
Den 5. januar 1805 blev Anne Marie trolovet med skomagersvenden Hans Andersen, og de giftede sig i februar 1805.
Den 2. april blev H.C. Andersen født og hjemmedøbt.
Hans Andersen meldte sig senere som soldat i det danske hjælpekorps i Napoleonskrigene.
Han vendte nedbrudt hjem og døde kort efter, hvorpå Andersdatter måtte ernære sig selv og Hans Christian som vaskekone.

## Ekstern henvisning
- Anne Marie Andersdatter: H.C.Andersens mor Arkiveret 31. oktober 2005 hos  Wayback Machine